# Castelo Branco
Castelo Branco – miejscowość w Portugalii, leżąca w dystrykcie Castelo Branco, w regionie Centrum w podregionie Beira Interior Sul. Miejscowość jest siedzibą gminy o tej samej nazwie.

## Demografia
| Liczba ludności gminy Castelo Branco (1801–2011) | Liczba ludności gminy Castelo Branco (1801–2011) | Liczba ludności gminy Castelo Branco (1801–2011) | Liczba ludności gminy Castelo Branco (1801–2011) | Liczba ludności gminy Castelo Branco (1801–2011) | Liczba ludności gminy Castelo Branco (1801–2011) | Liczba ludności gminy Castelo Branco (1801–2011) | Liczba ludności gminy Castelo Branco (1801–2011) | Liczba ludności gminy Castelo Branco (1801–2011) | Liczba ludności gminy Castelo Branco (1801–2011) |
| ------------------------------------------------ | ------------------------------------------------ | ------------------------------------------------ | ------------------------------------------------ | ------------------------------------------------ | ------------------------------------------------ | ------------------------------------------------ | ------------------------------------------------ | ------------------------------------------------ | ------------------------------------------------ |
| 1801                                             | 1849                                             | 1900                                             | 1930                                             | 1960                                             | 1981                                             | 1991                                             | 2001                                             | 2004                                             | 2011                                             |
| 11 536                                           | 19 093                                           | 38 302                                           | 50 434                                           | 63 091                                           | 54 908                                           | 54 310                                           | 55 708                                           | 55 034                                           | 56 109                                           |

## Turystyka

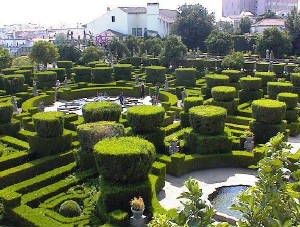
Jardim do Paço Episcopal

- Ogrody biskupie – Jardim do Paço Episcopal – znajdują się w nich m.in.: obrazy z ceramicznych płytek azulejo i barokowe posągi
- Średniowieczny zamek z XIII wieku, położony na wzgórzu
- granitowy Krzyż św. Jana z XVI wieku – Cruzeiro de São João
- Pałac biskupi – ze zlokalizowanym w nim muzeum
- Łuk biskupi
- Muzeum sztuki współczesnej

## Sołectwa
Sołectwa gminy Castelo Branco (ludność wg stanu na 2011 r.):
- Alcains – 5022 osoby
- Almaceda – 677 osób
- Benquerenças – 720 osób
- Cafede – 263 osoby
- Castelo Branco – 35 242 osoby
- Cebolais de Cima – 1026 osób
- Escalos de Baixo – 746 osób
- Escalos de Cima – 938 osób
- Freixial do Campo – 468 osób
- Juncal do Campo – 355 osób
- Lardosa – 961 osób
- Louriçal do Campo – 636 osób
- Lousã – 621 osób
- Malpica do Tejo – 517 osób
- Mata – 470 osób
- Monforte da Beira – 378 osób
- Ninho do Açor – 380 osób
- Póvoa de Rio de Moinhos – 663 osoby
- Retaxo – 843 osoby
- Salgueiro do Campo – 891 osoby
- Santo André das Tojeiras – 747 osoby
- São Vicente da Beira – 1259 osób
- Sarzedas – 1335 osób
- Sobral do Campo – 366 osób
- Tinalhas – 585 osób

## Miasta partnerskie
- Cáceres, Hiszpania
- Plasencia, Hiszpania
- Puławy, Polska